# Långaröds landskommun
Långaröds landskommun var en tidigare kommun i dåvarande Malmöhus län.

## Administrativ historik
Den bildades i Långaröds socken i Färs härad i Skåne när 1862 års kommunalförordningar trädde i kraft.
Den ombildades vid kommunreformen 1952 till storkommun  genom sammanläggning med tidigare Östra Sallerups landskommun.
År 1969 uppgick Långaröds landskommun i Hörby köping vilken 1971 ombildades till Hörby kommun.
Kommunkoden var 1250.
Långaröds landskommun omfattade den 1 januari 1952 en areal av 102,77 km², varav 102,51 km² land.

### Tätorter i kommunen 1960
I Långaröds landskommun fanns tätorten Önneköp, som hade 201 invånare den 1 november 1960. Tätortsgraden i kommunen var då 10,1 procent.

### Kyrklig tillhörighet
I kyrkligt hänseende tillhörde kommunen Långaröds församling. Den 1 januari 1952 tillkom Östra Sallerups församling.

## Politik

### Mandatfördelning i valen 1938-1966
| 5 | 6 | 9 |

| 20 |

| 6 | 5 | 9 |

| 20 |

| 5 | 6 | 9 |

| 20 |

| 5 | 11 | 17 | 2 |

| 34 |

| 5 | 2 | 13 | 12 | 3 |

| 30 | 5 |

| 3 |  | 10 | 7 | 4 |

| 21 | 4 |

| 4 | 11 | 7 | 3 |

| 22 |

| 3 | 12 | 7 | 3 |

| 22 |